# Anna a Bernhard Blumeovi
Anna a Bernhard Blumeovi byli němečtí umělečtí fotografové Anna Blume (1937, Bork – 18. června 2020 ) a Bernhard Johannes Blume (8. září 1937 – 1. září 2011). Vytvářeli sekvence velkoformátových černobílých fotografií inscenovaných kompozic, ve kterých se objevují oni sami, s objekty, se kterými užívají „vlastního života“. Jejich díla byla mezinárodně vystavována na výstavách a v muzeích, včetně MoMA v New Yorku. Jsou řazeni „mezi průkopníky inscenované fotografie“.

## Anna Blume
Narodila se jako Anna Helming ve městě Bork v roce 1937, studovala umění na Staatliche Kunstakademie v Düsseldorfu v letech 1960 až 1965 stejně jako její budoucí manžel. Když se v roce 1966 vzali, radovala se, že má stejné jméno jako imaginární postava Kurta Schwitterse, Anna Blume. Pár spolu žil a pracoval v Kolíně nad Rýnem. V roce 1967 se jim narodily dvojčata. Do roku 1985 pracovala jako učitelka řemesel a umění na gymnáziu. Zemřela dne 18. června 2020 ve věku 83 let.

## Bernhard Blume
Bernhard Johannes Blume se narodil v Dortmundu 8. září 1937. V letech 1960 až 1965 studoval umění na Staatliche Kunstakademie v Düsseldorfu, kromě jiných také s Josephem Beuysem. Studoval filozofii na univerzitě v Kolíně nad Rýnem v letech 1967 až 1970 a později pracoval jako učitel umění a filozofie. V roce 1984 se zúčastnil výstavy Von hier aus – Zwei Monate neue deutsche Kunst v Düsseldorfu. Od roku 1987 působil jako profesor profesor volného umění a vizuální komunikace na vysoké škole obrazového umění v Hamburku.
Zemřel v Kolíně nad Rýnem 1. září 2011.

## Spolupráce
Anna a Bernhard Blumeovi společně vytvářeli instalace, sekvence velkých fotografických scén a, většinou v 90. letech, polaroidy. Oba vytvořené kresby. Představovali a fotografovali scény, ve kterých se objevili sami, s předměty, které si užívají „svůj vlastní“ život. Podle skupiny Deutsche Börse bylo jejich procesem vytváření obrazových sekvencí dohromady a dokončování všech souvisejících úkolů bez vnější pomoci. To zahrnovalo navrhování scén a kostýmů, vyvolávání negativů a výrobu zvětšenin; v každé fázi je kresba rafinovaná, leštěná a malovaná. Anna řekla: „Malujeme fotografickou kamerou a tato malířská práce pokračuje i v laboratoři.“ Obrazy vyráběli bez pomoci digitální manipulace nebo postprodukčních montáží. Při fotografování „létajícího, havarujícího a vířícího světa“ umělci používali bezpečnostní prvky, jako jsou lana, sítě a matrace.
Jejich sekvence Vasenekstasen byla představena v Muzeu moderního umění ve Frankfurtu. V roce 1989 MoMA v New Yorku představili svá díla na samostatné výstavě, včetně Küchenkoller (Kitchen Frenzy, 1986), Opposites D (1989) a Demonstrativní identifikace s vesmírem (1971).
V roce 2004 byly jejich polaroidy z let 1988 až 2000 publikovány jako kniha Das Glück ist ohne Pardon. Žánr autorských autoportrétů zpracovali jako transformaci, své tváře zkreslovali a deformovali triviálními předměty, jako jsou ramínka na kabáty nebo domácí potřeby, aby „odstranili mýtus o portrétu a autonomii subjektu, který chtěli zprostředkovat.“
V Muzeu Ludwigových v Kolíně nad Rýnem bylo vystaveno několik děl, které v roce 2005 představily v souvislosti se Světovým dnem mládeže 2005 v Kolíně nad Rýnem Kreuzweg na téma Křížová cesta, sekvenci Transzendentaler Konstruktivismus. V roce 2008 byla na konferenci Hamburger Bahnhof v Berlíně představena Reine Vernunft. Bylo to jejich první komplexní vystoupení v hlavním městě. Podle muzea práce poskytují „přehled ironické a filosofické strategie tohoto uměleckého týmu“ a ukazují „intenzivní odhodlání k nepřetržitému procesu sebe-experimentování“, přičemž Blume „provedl základů přirozenosti německé existence zkoumáním“ home sweet home „pro každou myslitelnou formu bídy“ než vstupem do širšího světa.
V roce 2009 se jejich práce objevily v berlínském Gropiusbau na výstavě „Šedesát let. Šedesát děl“ k 60. výročí vzniku Spolkové republiky Německo. V roce 2010 bylo v Kunstmuseu Bonn vystaveno několik děl ve filmu „Der Westen leuchtet / Eine Standortbestimmung der Kunstlandschaft des Rheinlandes“, představující umělce z Porýní.
V roce 2011 se uskutečnila první výstava jejich díla po smrti Bernharda Blumeho, „Trans-Skulptur“ v Berlíně, představena jejich přítelem Bazonem Brockem. Ten hovořil také 21. dubna 2016 na výstavě Transcendentální konstruktivismus obou umělců v Kolumbě v Kolíně nad Rýnem, kde byla vystavena díla od roku 2015 do roku 2016 v několika místnostech.

### Díla
Tento seznam titulů a překladů je založen na zápisu Anny a Bernharda Blumeho v muzeu Severního Porýní-Vestfálska.
- 1977 Ödipale Komplikationen?
- 1977 Fliegender Teppich
- 1984 Wahnzimmer
- 1985 Küchenkoller
- 1985/86 Trautes Heim
- 1987 Vasenekstasen
- 1986 Mahlzeit
- 1982–90 Im Wald
- 1990 gegenseitig, polaroidy
- 1994/95 Transzendentaler Konstruktivismus
- 2003/04 Abstrakte Kunst
- 2004 Das Glück ist ohne Pardon / Joy knows no mercy (kniha)

### Výstavy
Vybrané výstavy:
- 1977 documenta 6, Kassel (Bernhard Blume)
- 1984 Von hier aus – Zwei Monate neue deutsche Kunst in Düsseldorf
- 1988 Shakespeare-House in Kolín nad Rýnem, Wahnzimmer installation, Bernhard Johannes Blume a Martin Eckrich
- 1988 DuMonthalle, Kolín nad Rýnem, Made in Cologne
- 1989 Museum of Modern Art, New York
- 1991 Museum für Moderne Kunst, Frankfurt
- 1992 Deichtorhallen Hamburk, Anna und Bernhard Blume – Zu Hause im Wald
- 1993 Landesmuseum Münster
- 1995 Kunsthalle Bremen
- 1996 Milwaukee Art Museum
- 1997 kestnergesellschaft, Hannover
- 1997/1998 Centre national de la photographie, Paříž
- 2000 Museum Küppersmühle, Duisburg
- 2002 Folkwang Museum Essen
- 2003 Kunsthalle Göppingen
- 2005 Museum Ludwig, Kolín nad Rýnem: Kreuzweg
- 2005 Galerie nationale du Jeu de Paume, Paříž
- 2006 Museum am Ostwall, Dortmund: de-konstruktiv
- 2007 Haus Konstruktiv, Zürich: de-konstruktiv
- 2008 Hamburger Bahnhof, Museum für Gegenwart, Berlin: Reine Vernunft
- 2010 Kunstmuseum Bonn, několik děl na výstavě Der Westen leuchtet
- 2011 Galerie Buchmann, Berlin: Akionsmetaphern[14]
- 2015 Kolumba, Kolín nad Rýnem: Transcendental Constructivism[15]

## Ocenění
- 1990 cena Konrad von Soest Prize[16]
- 1996 cena Edwina Scharffa z Hamburku[17]
- 2000 Berliner Kunstpreis (Berlínská umělecká cena)[18]